# Граховско поље (Босна)
Граховско поље је крашко поље у западном делу Босне. Захвата површину од око 80 км² на дужини од 29 километара, а широко је 2-4,5 километара. Смештено је између планина Вијенац, Шатор, Динара и Уилица на надморској висини 790-800 метара. Превојем између Динаре и Уилице повезано је са приморјем. Пољем протичу реке Струга и Корана, као и Праструга, Стажбеница и Јадовник.
Поље се састоји из два мања — Пашића поља, Ресановачког поља. На југоистоку преко Пашића поља прелази у Ливањско. Становништво се претежно бави земљорадњом и сточарством. Највеће насеље, према коме је и поље добило назив је Босанско Грахово.